# 솔로몬 버크
솔로몬 버크(Solomon Burke, 1940년 3월 21일 ~ 2010년 10월 10일)는 1960년대 솔 음악의 창시자 중 한 명으로 리듬 앤 블루스의 소리를 형상화한 미국의 설교자 겸 가수였다. 그는 "R&B와 솔을 이어주는 핵심 과도기적 인물"로 불렸고, "확실한 결과물"로 알려져 왔다.
그는 〈Cry to Me〉, 〈If You Need Me〉, 〈Got to Get You Off My Mind〉, 〈Down in the Valley〉, 그리고 〈Everybody Needs Somebody to Love〉를 포함한 일련의 히트곡을 냈다. 버크는 존칭적으로 "솔로몬 왕", "록 앤 솔의 왕", "솔의 비숍" 그리고 "솔의 무하마드 알리"로 불렸다. 버크는 제임스 브라운, 윌슨 피켓, 오티스 레딩과 같은 다른 소울 음악계의 거장들에 비해 최소한의 차트 성공으로 인해, 이 장르의 "가장 부당하게 간과된 가수"로 묘사되어 왔다. 애틀랜틱 레코드의 중역인 제리 웩슬러는 버크를 "역대 최고의 남성 솔 가수"라고 언급했다.
1960년대 초 5년에 걸친 버크의 가장 유명한 음반은 주류 R&B와 더 예리한 R&B의 격차를 메웠다. 버크는 "성스럽고 불경스러운 주제들의 부드럽고 강력한 표현과 혼합이 1960년대 초 솔 음악을 정의하는데 도움을 준 가수"였다. 그는 R&B와 록 둘 다 아직 걸음마 단계였던 시기에 자신만의 스타일을 발전시켰을 뿐만 아니라, 그의 뿌리인 가스펠, 재즈, 컨트리, 블루스를 끌어냈다. "라블레"와 "영적 수수께끼"로 묘사된, "아마도 다른 어떤 아티스트보다 솔로몬 버크의 풍만한 모습은 영성과 상업, 황홀함과 오락, 성과 구원, 개인주의와 형제애가 1960년대 솔 음악의 세계에서 혼합될 수 있는 방법을 상징했다."